# Mundialito de los Pobres
El Mundialito de los Pobres es un torneo barrial de la ciudad de Cuenca (Ecuador), mismo que nació como indorístico para posteriormente debido a la inseguridad de su escenario, transformarse en fútbol sala y en el que participan 36 barrios. El torneo se juega desde el año 1974. Hasta el año 2005 este torneo se jugó en la cancha del colegio Febres Cordero; actualmente se desarrolla en el Coliseo Mayor de Deportes Jefferson Pérez.

## Campeones por año
| Equipo                                   | Año de Campeonato             |
| ---------------------------------------- | ----------------------------- |
| San Roque                                | 1982, 2004, 2005, 2007.       |
| Todos Santos                             | 1987, 1988, 1990, 2002.       |
| El Chorro                                | 1989, 1992, 2011, 2012.       |
| Simón Bolívar                            | 2018, 2019, 2022, 2023, 2024. |
| Ciudadela Calderón                       | 1981, 1984, 1985.             |
| San Marcos                               | 2000, 2008, 2010.             |
| Cristo Salvador                          | 1996, 1997, 1999.             |
| Sagrados Corazones                       | 1966, 1968.                   |
| Inter                                    | 1967, 1969.                   |
| Arupos                                   | 1983, 2009.                   |
| 9 de Octubre                             | 2003, 2013.                   |
| El Vecino                                | 2001, 2014.                   |
| Ciudadela del Joyero                     | 2015, 2017                    |
| Carlos Tosi                              | 2016, 2021.                   |
| Relámpago                                | 1971.                         |
| Totoracocha                              | 1986.                         |
| Ciudadela Tomebamba                      | 1991.                         |
| Perezpata                                | 1993.                         |
| Luis Cordero Crespo                      | 1994.                         |
| Bosque I de Monay                        | 1995.                         |
| Círculo Cruz del Vado Social y Deportivo | 1998.                         |
| 5 Esquinas                               | 2006.                         |